# Trudi Carter
Pour les articles homonymes, voir Carter.
Trudi Carter, née le 18 novembre 1994 à Kingston, est une footballeuse internationale jamaïcaine. Elle évolue au poste d'attaquante à Levante Las Planas.
Avec l’équipe de Jamaïque, elle se qualifie et participe à la Coupe du monde 2019.

## Biographie
Repéré avec les Reggae girlz, Trudi Carter signe un premier contrat professionnel en septembre 2018 avec l'AS Rome, pour la tout première saison de l'histoire du club.